# Eurogamer
Eurogamer er et websted om computerspil, nyheder og anmeldelser. Det blev grundlagt i 1999 af Rupert og Nick Loman i Brighton, England. Det har siden fået underafdelinger i flere lande, heriblandt Danmark, der åbnede i juni 2009.